# Pteleopsis tetraptera
Pteleopsis tetraptera är en tvåhjärtbladig växtart som beskrevs av Gerald Ernest Wickens. Pteleopsis tetraptera ingår i släktet Pteleopsis och familjen Combretaceae. Inga underarter finns listade i Catalogue of Life.